# Sapindus
Sapindus (lat. Sapindus),  Rod korisnog, ljekovitog, vazdazelenog drveća iz porodice Sapindaceae. Postoji 14 vrsta koje rastu po tropskoj Aziji i Americi

## Vrste
1. Sapindus chrysotrichus Gagnep.
2. Sapindus delavayi (Franch.) Radlk.
3. Sapindus drummondii Hook. & Arn.
4. Sapindus laurifolius Vahl
5. Sapindus lippoldii I.M.Turner
6. Sapindus marginatus Willd.
7. Sapindus mukorossi Gaertn.
8. Sapindus oahuensis Hillebr. ex Radlk.
9. Sapindus rarak DC.
10. Sapindus saponaria L.
11. Sapindus sonlaensis H.M.Tam, N.K.Khoi, N.T.Cuong & T.B.Tran
12. Sapindus tomentosus Kurz
13. Sapindus trifoliatus L.
14. Sapindus vitiensis A.Gray